# بنای تاریخی دنگ فنگ

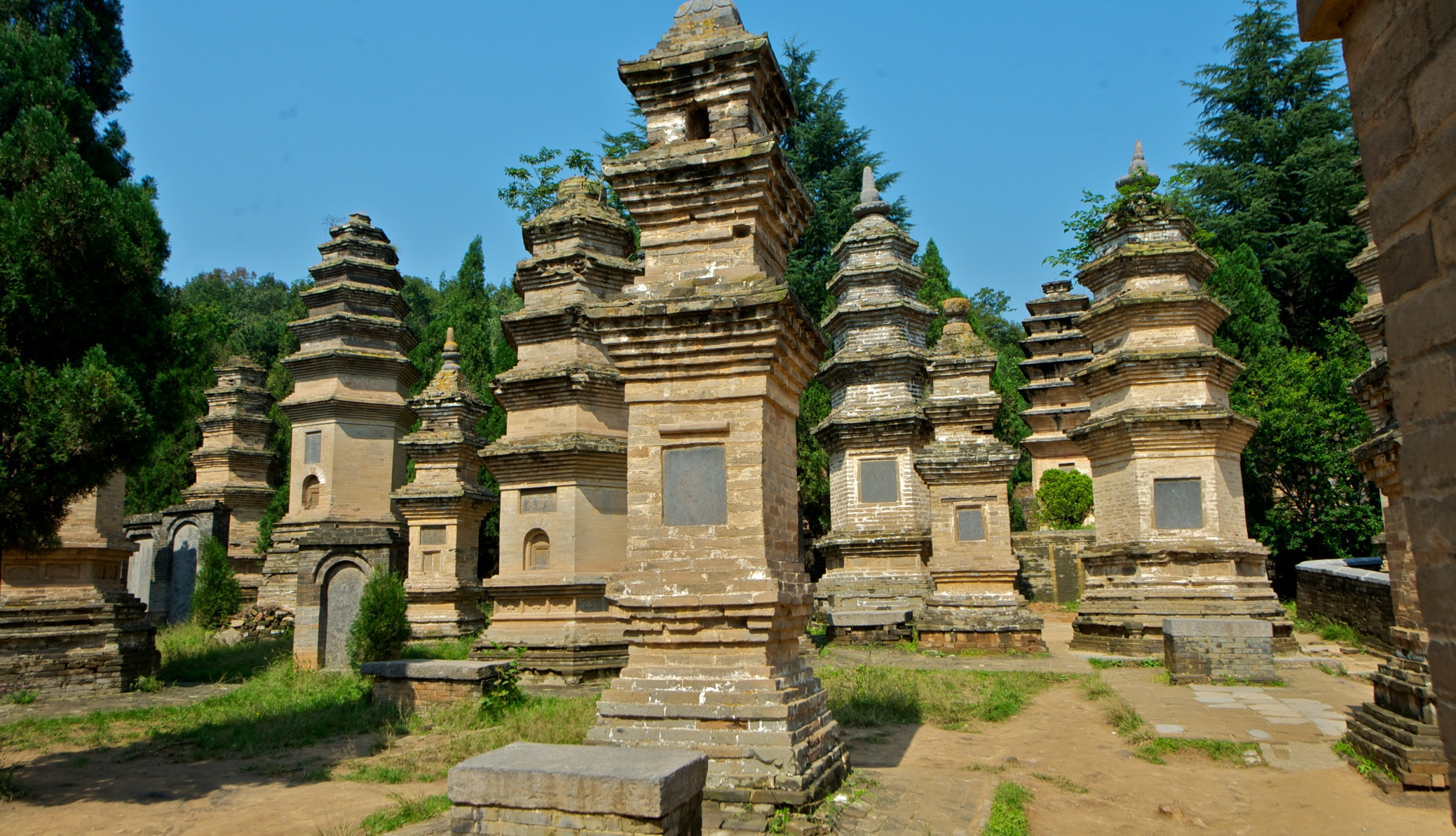

تیاندی ژی جونگ به مجموعه‌ای از آثار تاریخی با قدمت طولانی در دنگ فنگ، استان هنان، چین اشاره دارد. این مجموعه شامل هشت مکان و یازده سازهٔ تاریخی ارزشمند، از جمله برج نجومی ژوگونگ، برج رصد دنگ فنگ، بتکده سونگیو، دروازه‌های تای‌شی، معبد ژونگ‌یوه، دروازه‌های شائوشی، دروازه‌های چی‌مو، آکادمی سونگیانگ، معبد هوئی‌شان و مجموعهٔ معبد شائولین (شامل معبد شائولین، جنگل پاگودا در معبد شائولین و چوزوآن) است. این ساختمان‌ها از دوران سلسله هان تا سلسله چینگ ساخته شده‌اند و گسترهٔ زمانی آن‌ها بیش از ۲۰۰۰ سال را در بر می‌گیرد. یونسکو در سال ۲۰۱۰ میلادی این مجموعه را در فهرست میراث جهانی ثبت کرد.

## روند ثبت در فهرست میراث جهانی
در سال ۲۰۰۹، چین درخواست ثبت مجموعهٔ «تیاندی ژی جونگ» را به کمیته میراث جهانی ارائه داد، اما به دلیل نقص در مدارک ارائه‌شده، بررسی آن به تعویق افتاد. در تاریخ ۳۱ ژوئیه ۲۰۱۰، در سی و چهارمین نشست کمیته میراث جهانی که در برازیلیا، برزیل برگزار شد، این مجموعهٔ تاریخی پس از بررسی‌های لازم به‌عنوان میراث فرهنگی جهانی ثبت شد.
این مجموعهٔ تاریخی به سومین اثر فرهنگی ثبت‌شده از استان هنان در فهرست میراث جهانی یونسکو پس از غارهای لانگمن و یین تبدیل شد. همچنین، «تیاندی ژی جونگ» سی و نهمین اثر چین بود که در فهرست میراث جهانی قرار گرفت.

## مکان‌ها
| شماره    | نام | تصویر |
| -------- | --- | ----- |
| ۱۳۰۵–۰۰۱ | دروازه‌های تایشی، معبد ژونگیو Taishi Que Gates, Zhongyue Temple |       |
| ۱۳۰۵–۰۰۲ | دروازه‌های شائوشی Shaoshi Que Gates |       |
| ۱۳۰۵–۰۰۳ | دروازه‌های چی‌مو Qimu Que Gates |       |
| ۱۳۰۵–۰۰۴ | بتکده سونگیو Songye Temple Pagoda |       |
| ۱۳۰۵–۰۰۵ | مجموعه معماری معبد شائولین (معبد شائولین، جنگل پاگودا در معبد شائولین، چوزو آن) Architectural Complex of Shaolin Temple (Kernel Compound, Pagoda Forest, Chuzu Temple) |       |
| ۱۳۰۵–۰۰۶ | معبد هوئی‌شان Huishan Temple |       |
| ۱۳۰۵–۰۰۷ | آکادمی سونگیانگ Songyang Academy of Classical Learning |       |
| ۱۳۰۵–۰۰۸ | سکوی ساعت خورشیدی ژوگونگ، رصدخانه دنگ‌فنگ The Zhougong Sundial Platform, The Dengfeng Observatory                                                                       |       |